# Месалазин
Месалазин, англ. Mesalazine, 5-аминосалициловая кислота — фармацевтическая субстанция, действующее вещество лекарственных средств; противовоспалительное кишечное средство, применяется при лечении неспецифического язвенного колита и болезни Крона.
Входит в перечень ЖНВЛП Минздрава РФ.
Производится в Швейцарии, Дании, Индии и других странах.

## Общая информация
По структуре близок к парааминосалициловой кислоте (ПАСК). Отличается положением NH2-группы. Противотуберкулезной активностью не обладает, применяется для лечения неспецифического язвенного колита и болезни Крона. Является составной частью молекул салазосульфапиридина и его аналогов, также применяемых при язвенном колите и болезни Крона.
Подобно другим салицилатам, месалазин является ингибитором синтеза простагландинов и обладает противовоспалительной активностью. Возможно, что это играет определённую роль в его специфическом действии. В организме месалазин метаболизируется, образуя N-ацетил-5-аминосалициловую кислоту.
Назначают месалазин внутрь в виде таблеток по 0,5-2 г (500 мг) 1—2 раз в день.
При применении препарата возможны тошнота, диарея, боли в области желудка.
Месалазин можно применять при недостаточной эффективности и плохой переносимости салазосульфапиридина (сульфасалазина).
Месалазин усиливает сахаропонижающее действие сульфаниламидов, эффекты кумаринов, метотрексата, спиронолактона, сульфинпиразона, фуросемида, рифампицина. Усиливает ульцерогенное влияние глюкокортикоидов на слизистую оболочку желудка.
Беременным назначают только по жизненным показаниям. Не следует назначать кормящим матерям и детям.

## Побочные действия
- Со стороны органов желудочно-кишечного тракта: тошнота, рвота, изжога, снижение аппетита, боль в животе, диарея, метеоризм, повышение уровня печеночных трансаминаз, гепатит, панкреатит, паротит.
- Со стороны сердечно-сосудистой системы и крови (кроветворение, гемостаз): сердцебиение, тахикардия, повышение или снижение артериального давления, боль за грудиной, одышка, анемия (гемолитическая, мегалобластная, апластическая), лейкопения, агранулоцитоз, тромбоцитопения, гипопротромбинемия.
- Со стороны нервной системы и органов чувств: головная боль, головокружение, нарушение сна, депрессия, недомогание, парестезии, судороги, тремор, шум в ушах.
- Со стороны мочеполовой системы: протеинурия, гематурия, кристаллурия, олигурия, анурия, нефротический синдром, олигоспермия.
- Аллергические реакции: кожная сыпь, зуд, эритема, бронхоспазм.

## Передозировка
Симптомы: тошнота, рвота, гастралгия, слабость, сонливость.
Лечение: промывание желудка (при приеме внутрь), назначение слабительного, симптоматическая терапия.

## Противопоказания
Противопоказан при повышенной чувствительности к салицилатам, при выраженных нарушениях функций печени и почек, при язвенной болезни желудка и двенадцатиперстной кишки.

## Документы
- Барышникова, Г. Е. Инструкция по медицинскому применению лекарственного препарата Кансалазин® : ЛП-005595-115153 / ООО «Бактэр». — Министерство здравоохранения Российской Федерации, 2019. — 30 января. — 9 с.
- Реестровая запись ФС-001563. Месалазин. Государственный реестр лекарственных средств. Минздрав РФ (30 ноября 2016).
- Регистрационное удостоверение ЛП-005595. Кансалазин®. Государственный реестр лекарственных средств. Минздрав РФ (20 июня 2019).